# Edward Chamberlin
Edward Hastings Chamberlin (La Conner, Washington, 18 de maio de 1899 - Cambridge, Massachusetts, 16 de julho de 1967) foi um economista e professor americano.

## Biografia
Chamberlin estudou primeiro na Universidade de Iowa (onde foi influenciado por Frank H. Knight), em seguida, prosseguiu estudos de nível de pós-graduação na Universidade de Michigan, eventualmente, recebendo seu Ph.D.  da Universidade de Harvard em 1927.

## Economia
Durante a maior parte de sua carreira, Edward Chamberlin ensinou economia em Harvard (1937-1967). Fez contribuições significativas para a microeconomia, particularmente sobre teoria da concorrência e escolha do consumidor, e sua conexão com os preços.  Edward Chamberlin cunhou o termo " diferenciação de produto " para descrever como um fornecedor pode cobrar uma quantia maior por um produto do que a concorrência perfeita permitiria.  Em 1962 foi admitido como acadêmico correspondente ao RACEF.
Sua contribuição mais significativa foi a teoria da concorrência monopolista de Chamberlin.  Chamberlin publicou seu livro A Teoria da Concorrência Monopolista em 1933, mesmo ano em que Joan Robinson publicou seu livro sobre o mesmo tema: A Economia da Concorrência Imperfeita, de modo que esses dois economistas podem ser considerados os pais do estudo moderno da concorrência imperfeita.  O livro de Chamberlain é frequentemente comparado ao livro de Robinson, The Economics of Imperfect Competition , no qual Robinson cunhou o termo "monopsônio", que é usado para descrever o comprador como um monopólio do vendedor.  A monopsônia é comumente aplicada a compradores de mão-de-obra, onde o empregador possui poder salarial que lhe permite exercer a exploração de Pigou  e pagar aos trabalhadores menos que sua produtividade marginal.  Robinson usou o monopsônio para descrever a diferença salarial entre mulheres e homens trabalhadores de igual produtividade.
Chamberlin é também considerado um dos primeiros teóricos que aplicaram a ideia de receita marginal, o que está implícito na teoria do monopólio de Cournot no final dos anos 1920 e início dos anos 30. Acredita-se que Chamberlin tenha conduzido "não apenas o primeiro experimento de mercado, mas também o primeiro experimento econômico de qualquer tipo", com experimentos que ele usou em sala de aula para ilustrar como os preços não necessariamente alcançam o equilíbrio. Chamberlin conclui que a maioria dos preços de mercado são determinados por aspectos monopolísticos e competitivos.
A teoria de competição monopolista de Chamberlin é usada pelo sociólogo Harrison White em seu modelo de "mercados de redes" de estrutura de mercado e competição.
Os trabalhos de Chamberlin, Robinson e outros colaboradores do Paradigma Estrutura-Conduta-Performance foram fortemente desconsiderados pelos teóricos dos jogos na década de 1960, mas o vencedor do Prêmio Nobel Paul Krugman e outros construíram as fundações da Nova Teoria do Comércio Internacional combinando tais teorias da estrutura industrial com funções de produção que assumiram economias significativas de escala e escopo.

## Obras
- "Duopólio: Valores em que os vendedores são poucos", 1929, QJE
- A Teoria da Concorrência Monopolista :: Uma Reorientação da Teoria do Valor , Harvard University Press, 1933, 1965, 8a ed.
- "Proporcionalidade, Divisibilidade e Economia de Escala", 1948, QJE
- "Um Mercado Imperfeito Experimental", 1948, JPE
- "Heterogeneidade do Produto e Políticas Públicas", 1950, AER
- Concurso Monopolista Revisitado , 1951
- "Impacto da recente teoria do monopólio sobre o sistema schumpeteriano", 1951, REStat
- "Custo Total e Concorrência Monopolística", 1952, EJ
- "O produto como uma variável econômica", 1953, QJE
- "Alguns aspectos da competição Nonprice", 1954, em Huegy, editor, papel e natureza da concorrência
- "Medindo o Grau de Monopólio e Concorrência", 1954, em Chamberlin, editor, Monopólio e Concorrência e seu Regulamento
- "O Poder do Monopólio do Trabalho", 1957, em Wright, editor, Impacto da União
- "Na origem do oligopólio", 1957, EJ
- Rumo a uma teoria mais geral do valor , 1957
- A Teoria da Concorrência Monopolista: Uma Reorientação da Teoria do Valor, Cambridge, MA: Harvard University Press, 1962